# ليستير دل ري
ليستير دل ري (بالإنجليزية: Lester del Rey)‏‏ (2 يونيو 1915 - 10 مايو 1993 في نيويورك) مُحرِّر، وناقد أدبي، وروائي، وكاتب، وكاتب خيال علمي، وصحفي من الولايات المتحدة.

## الجوائز
- جائزة دامون نايت التدكارية من رتبة أستاذ أعظم  [لغات أخرى]‏

## روابط خارجية
- ليستير دل ري على موقع إن إن دي بي (الإنجليزية)